# Antonio Vivarini
Antonio Vivarini (* Murano, oko 1415. - † Venecija oko 1480.), je jedan od prvih venecijanskih slikara koji je počeo slikati novim renesansnim stilom, i utemeljitelj poznate obitelji Vivarini.

## Životopis
Antonio Vivarini je bio osnivač poznate slikarske bottege Vivarini u kojoj je uz njega radio i njegov mlađi brat Bartolomeo Vivarini i sin Alvise Vivarini koja je bila izuzetno produktivna u drugoj polovici 15. stoljeća. Slikarstvu se učio kod Andreje da Murano, a slikarski uzor mu je bio Gentile da Fabriano.
Vivarinijeva prva poznata djela su Poliptih za Eufrazijevu baziliku u Poreču iz 1440., i oltarna pala Madona s djetetom, koja se danas čuva u Galeriji venecijanske Akademije, također iz 1440. U tim djelima još uvijek se osjeća snažan duh venecijanske gotike (plošna zlatna podloga) s novim uplivom renesanse u prikazu likova.
Od 1444. godine Antonio Vivarini zajedno radi sa svojim šogorom njemačkim slikarom Giovanni d'Alemagna (oženio mu je sestru), tako da je teško razlučiti što je čiji rad u tom periodu. Oni su zajedno oslikali oltarne poliptihe za venecijanske crkve San Zaccaria (sv. Sabina) i oslikali freskama Žalosnu kapelu) 1443. – 1444., San Pantalon (Krunidba svete Marije) 1444. i  Madona na prijestolju među svecima, koja je danas u Galeriji venecijanske Akademije 1446., zajedno su izveli i poliptih za benediktinski samostan Praglia 1448. (okolica Padove), danas u Pinacoteca di Brera u Milanu. 
Između 1447. – 1450. godine zajedno su živjeli u Padovi, gdje su s Mantegnom i Pizzolom, izveli ciklus freski za Kapelu Ovetari u Eremitanskoj crkvi (Chiesa degli Eremitani) koja je potpuno uništena za Drugog svjetskog rata. Nakon smrti svog šogora Giovanni d'Alemagna - 1450., Antonio Vivarini je prekinuo rad na freskama, tako da je kapela ostala nedovršena, vratio se u Veneciju i počeo raditi s bratom Bartolomejom. 
Prvi njihov zajednički rad je poliptih koji je naručio papa Nikola V 1450., on se danas nalazi u bolonjskoj galeriji. I ovdje je teško procijeniti što je naslikao koji autor, po svemu sudeći Antonio je ipak imao glavnu riječ, generalno rečeno ti su radovi bili pod jakim utjecajem slikarstva Gentile da Fabriana (ornamentika u pozadini) i Masolina (brzo nanošeni potezi kistom, bez jasnih detalja). Vremenom se utjecaj mlađeg Antonija počeo osjećati sve više, tako da su njihovi kasniji poliptisi počeli dobivati sve više renesansnih elemenata.
Pored stalne suradnje sa šogorom Giovannijom i bratom Bartolomejom Antonio Vivarini je potpuno samostalno izveo puno oltarnih poliptiha, poput onog s prikazom sv. Petar, sv. Pavlom, sv. Uršulom i ostalim svecima za crkvu u Bresci (oko 1450.). 
Antonio Vivarini je nastavio slikati unosne oltarne poliptihe sve do kasnih 1460-ih, njegov posljednji znani rad bio je poliptih za crkvu Santa Maria Vetere u Andriji iz 1467. godine.

## Vanjske poveznice
- Antonio Vivarini, na portalu Encyclopædia Britannica (engl.)